# Сами Зейн

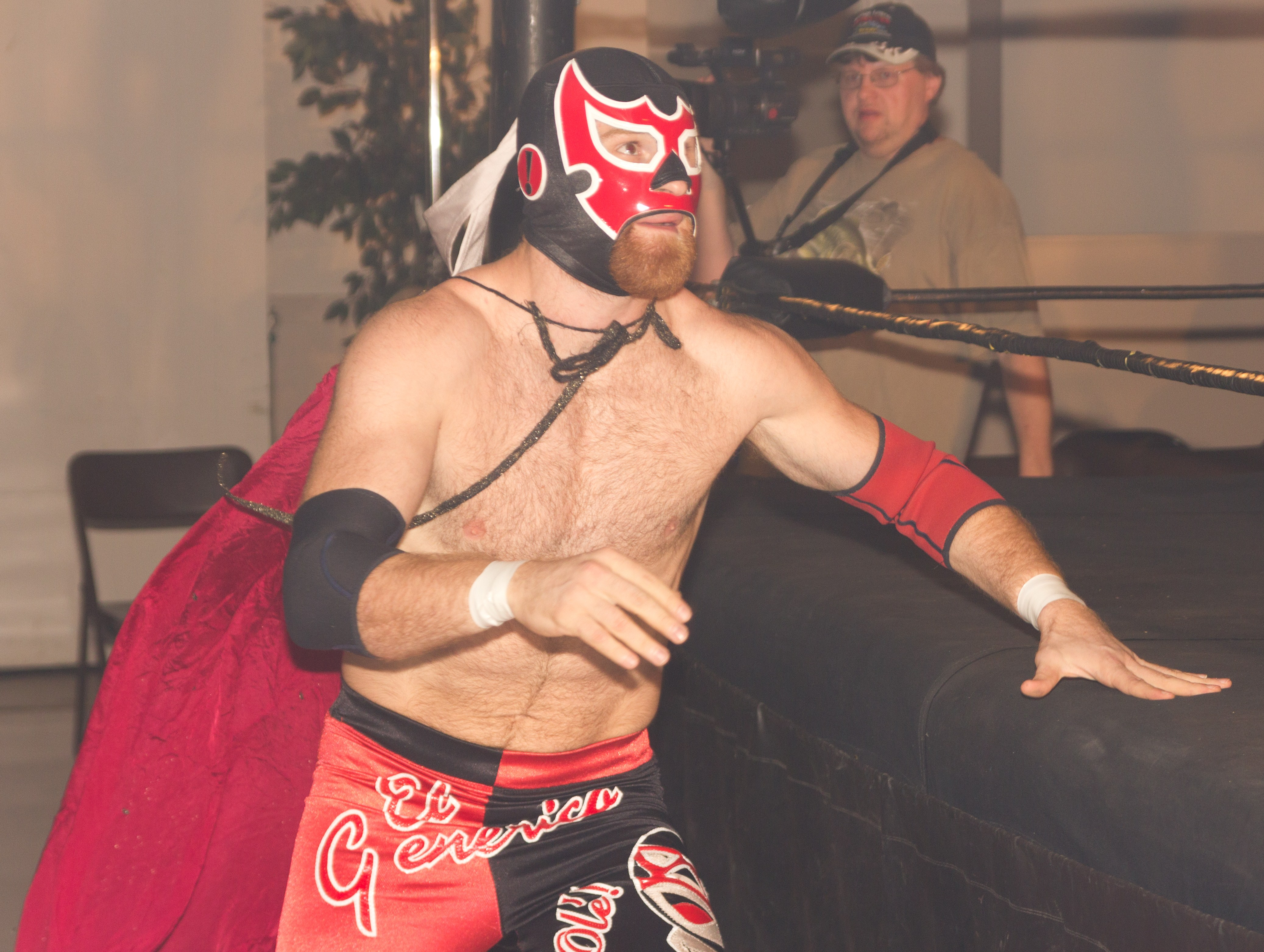
Эль Дженерико на шоу Chikara в 2013 году

Рами́ Себе́й (англ. Rami Sebei, род. 12 июля 1984, Лаваль, Квебек) — канадский рестлер, в данный момент выступающий в WWE на бренде Raw под именем Са́ми Зейн (англ. Sami Zayn).
До прихода в WWE Себей выступал в Ring of Honor под именем Эль Джене́рико (англ. El Generico), используя персонаж лучадора из Мексики с коронной фразой «Оле!». Он выступал в маске с момента своего дебюта в 2002 году до 2013 года. После подписания контракта с WWE он начал выступать без маски, в итоге выиграл титул чемпиона NXT, находясь на бренде NXT, а после перехода в основной ростер стал четырёхкратным интерконтинентальным чемпионом WWE. Начиная с 2022 года, популярность Себея среди фанатов начала стремительно расти благодаря его высоко оценённой критиками работе над сюжетом с The Bloodline.
Себей добился больших успехов в Pro Wrestling Guerrilla (PWG), став двукратным чемпионом мира PWG и пятикратным командным чемпионом мира. Он единственный человек, который выиграл оба ежегодных турнира PWG — командный турнир Dynamite Duumvirate в 2010 году и Battle of Los Angeles в 2011 году. Он также владел титулом телевизионного чемпиона мира ROH и титулом командного чемпиона мира ROH в команде с Кевином Стином, с которым впоследствии получил награду «Вражда года» (2010) от Wrestling Observer Newsletter. Он также является двукратным чемпионом мира в тяжёлом весе IWS в монреальской организации International Wrestling Syndicate (IWS). Выступая на международном уровне, он выиграл объединённый титул чемпиона мира по рестлингу wXw в Германии и титул чемпиона KO-D в открытом весе в DDT Pro-Wrestling в Японии.

## Ранняя жизнь
Рами Себей родился 12 июля 1984 года в Лавале, Квебек. Оба его родителя — сирийские иммигранты в Канаду, переехавшие из Хомса в 1970-х годах.

## Карьера в реслинге

### Дебют и International Wrestling Syndicate (2002—2009)
Себей тренировался у Джерри Тьюта и Савио Веги и дебютировал в рестлинге в марте 2002 года в промоушене FLQ в Квебеке под именем Стиви Макфлай. 14 июля 2002 года в качестве Эль Дженерико он дебютировал в International Wrestling Syndicate (IWS) на шоу Scarred For Life, одержав победу по отсчёту. 18 октября 2003 года на шоу Blood, Sweat and Beers Дженерико проиграл Карлу Уэлле в трёхстороннем матче, в котором также участвовал Кевин Стин. 15 ноября на Payback’s A Bitch Эль Дженерико победил Кевина Стина в их первом в истории одиночном матче друг против друга. 15 июня 2004 года состоялось юбилейное шоу, на котором Дженерико победил Уэлле в титульном матче за свой первый титул чемпиона мира IWS в тяжёлом весе, который позже проиграл Стину.

### Выступления в Японии (2007—2009, 2011—2012)
Дженерико путешествовал по Японии летом 2007 года, где выступал в промоушене Dragon Gate. Он вернулся в Японию в июле 2008 года, где был объявлен, как студент по обмену в группировке Тодзава-Дзюку. В октябре 2009 года, Эль Дженерико провёл свой третий тур в Dragon Gate и выступал там, как член группировки Камикадзэ.
В начале 2011, Эль Дженерико начал совершать полурегулярные выступления в японском промоушене Union Pro Wrestling, совершив свой дебют 3 января, одержав победу над Синъитиро Томинагой. 19 сентября Эль Дженерико выиграл свой первый титул в Японии DDT Extreme Division Championship, победив Исами Кодаку. После успешных титульных защит против Сюдзи Исикавы и Сансиро Такаги, он проиграл титул Кодаке третьего января 2012 года. Эль Дженерико также совершил несколько появлений для дочернего Union Pro Wrestling промоушена DDT Pro-Wrestling. Самой заметной его победой там была победа над Котой Ибуси, когда второй вернулся после травмы плеча 4 мая 2012 года. 30 сентября Эль Дженерико победил Коту Ибуси и выиграл титул KO-D Openweight Championship. 23 сентября Дженерико проиграл его в третьей защите против Кенни Омеги.

### Другие организации
Эль Дженерико дважды выступал в российской Независимой федерации реслинга (НФР) — в 2011 и 2012 годах. В феврале 2011 Эль Дженерико победил Ивана Маркова после своего коронного «Брэйнбастера в тёрнбакл». Вернулся Дженерико в Москву уже на главное шоу НФР «Реслиада 2012». Там он снова встретился с «Локомотивом» Иваном Марковым, но на этот раз проиграл после коронного приёма Ивана — «Локобомбы».

### WWE

#### Чемпион NXT (2013—2015)

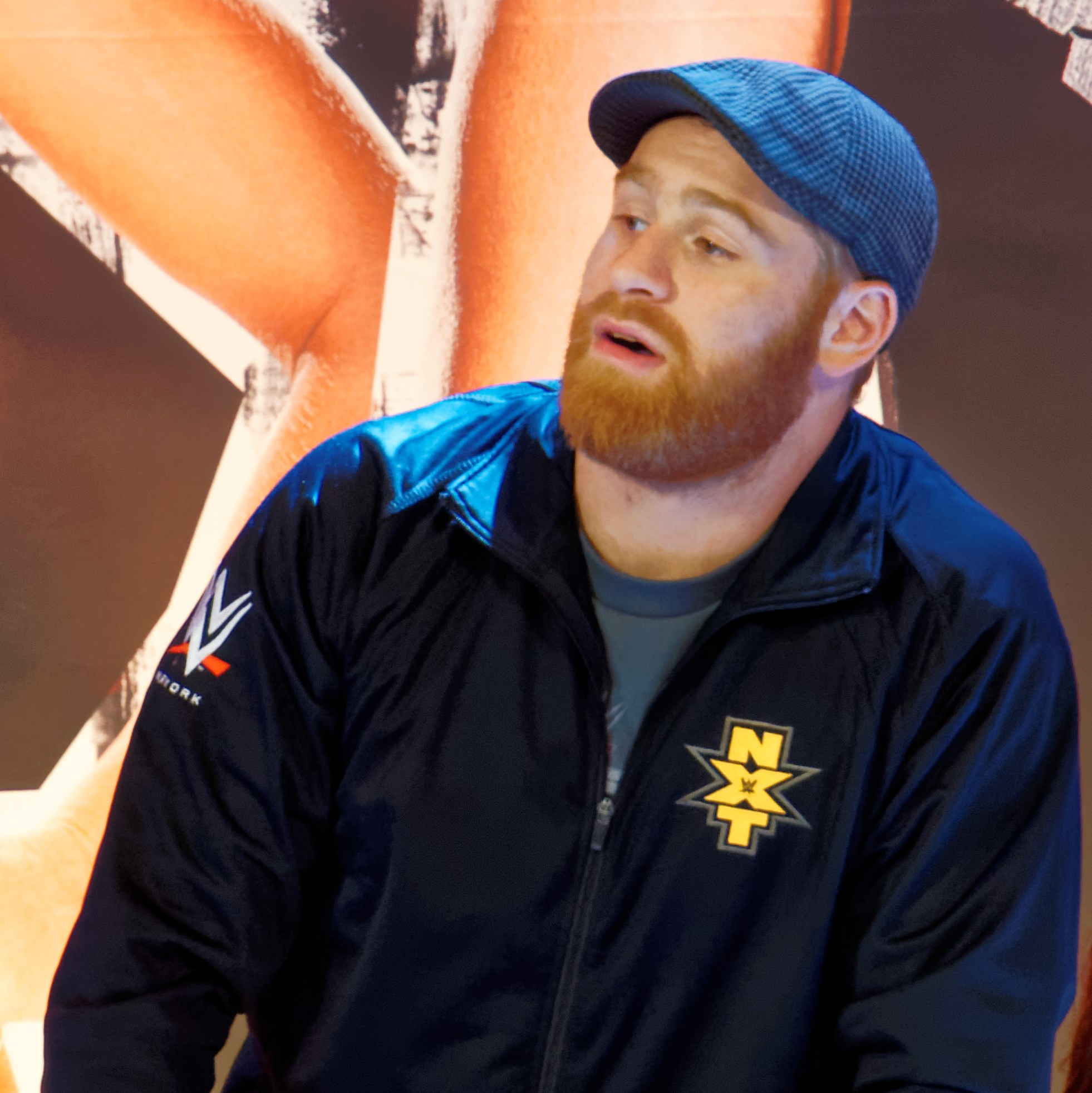
Зейн во время своего пребывания в NXT, где он выиграл чемпионство NXT

9 января 2013 года было сообщено о подписании контракта реслера с WWE. На следующий день стало известно, что Себей имеет устное соглашение с WWE о том, что контракт будет подписан если реслер пройдёт необходимые медицинские тесты. 30 января было сообщено, что Себей прошёл медицинские тесты и получил контракт с WWE. 13 февраля Себей совершил свой дебют на подготовительной площадке WWE NXT, он появился в своём привычном образе в маске и станцевал с Бродусом Клэем и Аней, после чего присутствовал в углу Бродуса в его матче против Конора О’Брайана. Свой первый бой в NXT он провёл 7 марта, где выступил под своим настоящим именем в командном матче с Кассиусом Оно против Эрика Роуэна и Люка Харпера. 21 марта Себей стал выступать под именем Сами Зейн, победив Брайли Пирса в тёмном матче перед записями шоу NXT. Свой теледебют в WWE он совершил на шоу NXT 22 мая победив за одно шоу Курта Хоукинса и Антонио Сезаро.
На NXT TakeOver: R Evolution 11 декабря Зейн победил Невилла и завоевал титул чемпиона NXT, после чего его поздравили многие другие рестлеры NXT, включая самого Невилла и Кевина Оуэнса (бывший Кевин Стин). Шоу закончилось тем, что Оуэнс напал на Зейна, сорвав их воссоединение. Зейн сохранил титул против Невилла в матче-реванше на эпизоде NXT от 14 января 2015 года, но подвергся ещё одной послематчевой атаке Оуэнса. После того, как разъярённый Зейн потребовал матча против Оуэнса, он был назначен на NXT TakeOver: Rival. На шоу 11 февраля Оуэнс отобрал титул у Зейна через судейскую остановку, пять раз проведя «Пауэрбомбу» дезориентированному Зейну, завершив его чемпионство в 62 дня.

#### Переход в основой ростер (2015—2017)

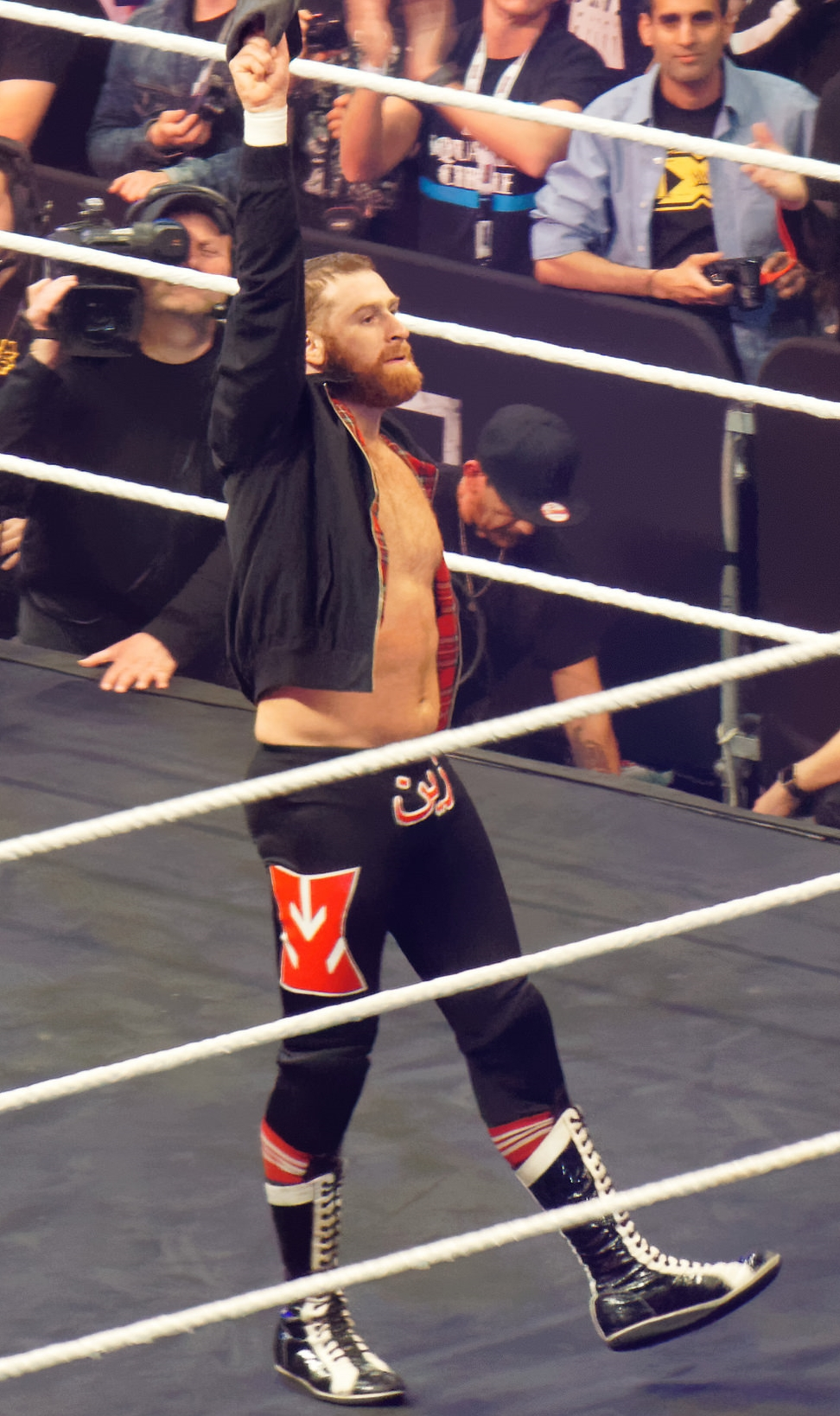
Сами Зейн на шоу NXT TakeOver: Dallas в 2016 году

На эпизоде Raw от 4 мая Брет Харт представил Зейна как соперника Джона Сины в еженедельном открытом вызове за звание чемпиона Соединённых Штатов, который состоится в его родном городе Монреале. Толпа отдавала большое предпочтение Зейну перед Синой, но в конечном итоге он проиграл матч. После матча Сина позволил Зейну выйти на ринг под бурные овации зрителей, собравшихся после матча. Однако Зейн повредил плечо перед матчем и прошёл МРТ для дальнейшего лечения.
На NXT TakeOver: Unstoppable 20 мая матч-реванш за чемпионство NXT против Кевина Оуэнса, который закончился без результата, когда Зейн не смог продолжить матч. Оуэнс продолжал нападать на Зейна, пока дебютировавший Самоа Джо не спас его. После семимесячного перерыва Зейн вернулся после травмы в эпизоде NXT 23 декабря (записано на шоу NXT TakeOver: London 16 декабря) и победил Тая Диллинджера. Зейн победил Синсукэ Накамуру в дебютном матче последнего на NXT TakeOver: Dallas 1 апреля, после чего обоим устроили овацию, а когда Накамура покинул ринг, он остался прощаться с фанатами NXT, что означало его последнее появление в NXT.
24 января 2016 года на Royal Rumble Зейн участвовал в матче «Королевская битва», войдя в него под номером 20, устранив Кевина Оуэнса, после чего был выброшен Броном Строуменом. В эпизоде Raw от 7 марта Зейн неожиданно вернулся в основной ростер и напал на Оуэнса, который пытался напасть на Невилла после их матча. Это привело к командному матчу на SmackDown, в котором Зейн и Невилл победили Оуэнса и Миза. Зейн продолжал одерживать победы над такими соперниками, как Миз и Стардаст. На WrestleMania 32 3 апреля Зейн сразился с Оуэнсом, Дольфом Зигглером, Мизом, Стардастом, Син Карой и Заком Райдером в матче за интерконтинентальное чемпионство WWE, который выиграл Райдер. На эпизоде Raw от 4 апреля Зейн должен был участвовать в четырёхстороннем матче против Оуэнса, Эй Джей Стайлза и Криса Джерико, чтобы определить претендента номер один на звание чемпиона мира WWE в тяжёлом весе, но на него напал Оуэнс, и он был заменён вернувшимся Сезаро. Из-за действий Оуэнса Шейн Макмэн предоставил Зейну ещё одну возможность стать претендентом номер один на эпизоде Raw от 11 апреля, предложив ему встретиться со Стайлзом, который выиграл матч претендентов за неделю до этого, но Зейн проиграл Стайлзу. На эпизоде Raw от 18 апреля Макмэн назначил матч между Зейном и Оуэнсом на Payback 1 мая, который Оуэнс выиграл. В эпизоде Raw от 9 мая Зейн победил Миза и попал в четырёхсторонний матч за интерконтинентальное чемпионство на Extreme Rules 22 мая, но Миз сохранил титул. В эпизоде Raw от 23 мая Зейн победил Шимуса, чтобы получить право на участие в матче Money in the Bank, но на одноимённом шоу 19 июня это не удалось победить, так как кейс снял Дин Эмброуз. 19 июля на драфте WWE 2016 года Зейн был выбран на Raw. На Battleground 24 июля Зейн победил Оуэнса.

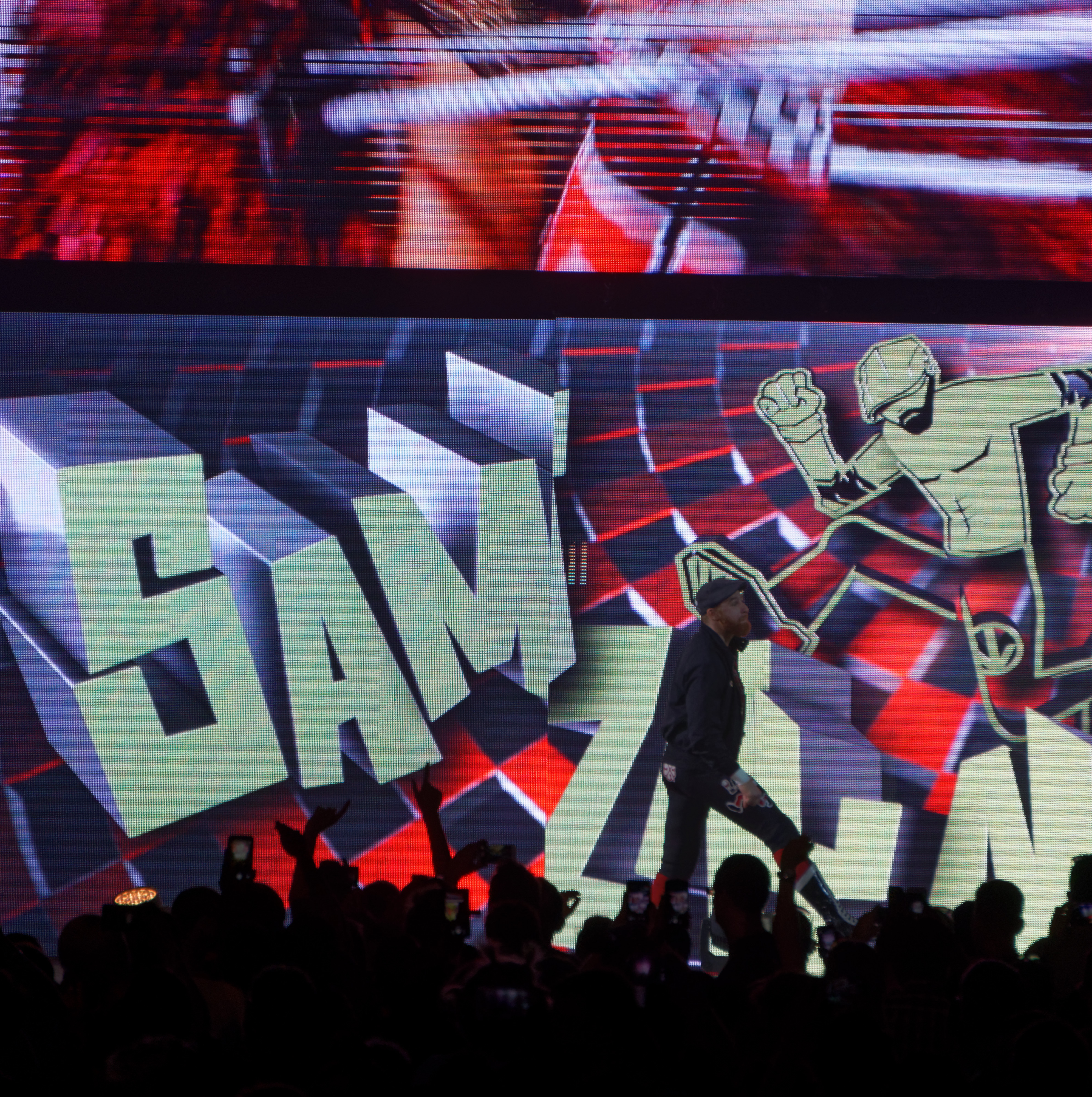
Зейн на живом шоу WWE в сентябре 2016 года

На SummerSlam 21 августа Зейн и Невилл победили «Братьев Дадли» на предварительном шоу. В эпизоде Raw от 12 сентября Зейн появился в сегменте Highlight Reel Криса Джерико, где Джерико напал на него, что привело к матчу на Clash of Champions 25 сентября, который выиграл Джерико. В эпизоде Raw от 17 октября Зейн начал вражду с Броном Строуменом после того, как помешал ему противостоять генеральному менеджеру Raw Мику Фоли. В эпизоде Raw от 31 октября Зейн участвовал в баттл-роял, чтобы попасть в команду Raw на Survivor Series, но последним был выброшен Строуменом. В эпизоде SmackDown Live от 1 ноября интерконтинентальный чемпион Дольф Зигглер бросил открытый вызов любому рестлеру из бренда Raw. На следующей неделе Зейн заявил, что Мик Фоли хотел, чтобы он встретился с Зигглером, но распорядитель Стефани Макмэн, предпочитавшая Русева, заставила Зейна встретиться с Русевым, победитель матча должен был встретиться с Зигглером за титул; Зейн победил Русева и получил титульный матч. В эпизоде SmackDown Live от 15 ноября Миз победил Зигглера в матче за чемпионский титул, и Зейн вместо этого встретился с Мизом за интерконтинентальное чемпионство на Survivor Series 20 ноября, где Зейн проиграл. В эпизоде Raw от 21 ноября Мик Фоли приказал Зейну участвовать в матче с Броном Строуменом в качестве наказания за то, что он не принёс интерконтинентальное чемпионство на Raw; Строумен напал на Зейна перед матчем и атаковал его, пока Фоли не вышел, чтобы остановить матч. В эпизоде Raw от 28 ноября, во время матча Строумена, Зейн напал на Строумена, что привело к потасовке между ним и Фоли. В эпизоде Raw от 12 декабря, после того как Зейн победил Джиндера Махала, он отказался переходить на SmackDown и захотел провести матч со Строуменом. Матч был назначен на Roadblock: End of the Line 18 декабря с лимитом времени 10 минут, который выиграл Зейн, продержавшись 10 минут. На эпизоде Raw от 2 января 2017 года Зейн проиграл Строуману в матче «Последний живой», положив конец вражде.

#### Команда с Кевином Оуэнсом (2017—2019)
11 апреля 2017 года Сами Зейн перешёл на бренд SmackDown. В конце матча на Hell in a Cell между Кевином Оуэнсом и Шейном Макмэном появился Сами Зейн, и спас Кевина Оуэнса от летящего на него с вершины клетки Шейна Макмэна, и затем перетащил Оуэнса на Шейна для удержания.
На Clash of Champions 2017 Сами Зейн и Кевин Оуэнс сошлись с Ренди Ортоном и Синсукэ Накамурой в матче с двумя специальными рефери в лице Шейна Макмэна и Дэниела Брайана, а также с условием если Сами Зейн и Кевин Оуэнс проигрывают то они будут уволены из WWE. Оуэнс и Зейн вышли из матча победителями, тем самым они сохранили работу в WWE.
12 декабря 2017 года Сами Зейн и Кевин Оуэнс создали движение «YEP».
28 января 2018 года на Royal Rumble 2018 Сами Зейн и Кевин Оуэнс не смогли победить Эй Джей Стаилза в матче с гандикапом за титул Чемпиона WWE.
16 апреля 2018 вместе с Кевином Оуэнсом перешёл на бренд RAW. После перехода Сами с Оуэнсом начали вражду против Брона Строумана и Бобби Лэшли и на Backlash 2018 проиграли им в командном матче. После Сами начал в одиночку противостоять Бобби Лэшли, проиграл ему на Money In The Bank 2018 и ушёл залечивать травмы вращательных манжет плеч.

#### Интерконтинентальный чемпион (2019—2022)
В марте 2020 года он одолел Брона Строумена и стал новым Интерконтинентальным чемпионом WWE. Зейн успешно защитил своё чемпионство на Wrestlemania 36, но потом воспользовался возможностью не выступать на еженедельных шоу в связи с пандемией коронавируса. Руководство WWE лишило его титула и устроило мини-турнир за пояс.
В 2021 года его образ изменился в сторону помешанного теоретика заговора, который верил, что боссы WWE сдерживают его, и вскоре он возобновил вражду с Оуэнсом. Зейн проиграл Оуэнсу во второй вечер WrestleMania 37 11 апреля, но победил его в матче-реванше на Hell in a Cell 20 июня. В эпизоде SmackDown от 2 июля Зейн не прошёл квалификацию в мужской матч Money in the Bank на одноимённом шоу, проиграв Оуэнсу в матче «Последний живой», что положило конец их соперничеству.
На эпизоде SmackDown от 7 января 2022 года Зейн вступил во вражду с Джонни Ноксвиллом после того, как Ноксвилл объявил, что будет участвовать в матче «Королевская битва». На Royal Rumble 29 января Зейн вошёл в матч под номером 8, устранив Ноксвилла до того, как его устранил Эй Джей Стайлз. В эпизоде SmackDown от 18 февраля Зейн победил Синсукэ Накамуру и выиграл интерконтинентальное чемпионство в третий раз в своей карьере. В эпизоде SmackDown от 4 марта Зейн проиграл титул Рикошету после вмешательства Ноксвилла, завершив своё чемпионство в 21 день (WWE признала его 13-дневным). После этого Зейн бросил вызов Ноксвиллу на матч на WrestleMania 38, который вскоре был официально объявлен. На следующей неделе Зейн не смог отвоевать интерконтинентальное чемпионство у Рикошета в матче-реванше. В эпизоде SmackDown от 18 марта Зейн добавил в их матч условие «Всё, что угодно», после чего Ноксвилл принял вызов. Во второй вечер WrestleMania 38 3 апреля Зейн проиграл Ноксвиллу после того, как в матч вмешались его коллеги из «Чудаков».

#### Сюжет с The Bloodline (с 2022)
Почувствовав, что он потерял уважение и авторитет в раздевалке, начиная с эпизода SmackDown от 22 апреля, Зейн попытался добиться расположения The Bloodline, группировки, которую возглавлял Роман Рейнс. На эпизоде SmackDown от 27 мая, после того как Зейн несколько раз помог группировке, он был признан «почётным Усо» и стал соратником группы. В эпизоде SmackDown от 24 июня Зейн победил Синсукэ Накамуру, чтобы получить право на участие в матче Money in the Bank. На одноимённом мероприятии 2 июля Зейн не смог победить, так как матч выиграл Тиори. В эпизоде SmackDown от 19 августа он участвовал в матче для определения первого претендента на интерконтинентальное чемпионство, который выиграл Шимус.
В последующие недели напряжённость между Зейном и Джеем Усо, ещё одним членом The Bloodline, усилилась, поскольку Джей не доверял Зейну, и они постоянно конфликтовали. На эпизоде SmackDown от 23 сентября Рейнс объявил Зейна официальным «почётным Усо». На Survivor Series WarGames Зейн вместе с The Bloodline победил команду Дрю Макинтайра, Кевина Оуэнса и «Дерушихся брутов» (Шимус, Бутч и Ридж Холланд) в матче WarGames. После матча, когда Зейн продемонстрировал свою лояльность группировке, нанеся Оуэнсу удар ниже пояса, Джей окончательно принял Зейна в состав The Bloodline, и группировка отпраздновала это событие. В январе 2023 года Зейн вступил в конфликт с The Bloodline, в результате чего на Raw is XXX состоялся суд племени, на котором Зейн был признан «пока что невиновным» в предательстве The Bloodline.

После сюжетной линии с The Bloodline Зейн воссоединился с Кевином Оуэнсом, 2023 год

На Royal Rumble Рейнс приказал остальным членам The Bloodline избить Оуэнса после матча, но Зейн отказался присоединиться к избиению и в итоге ударил Рейнса стулом, в результате чего вся группировка (за исключением Джей) напала на Зейна, превратив его в фейса впервые с 2017 года. На эпизоде SmackDown от 3 февраля Зейн напал на Рейнса и вызвал его на матч за неоспоримое чемпионство Вселенной WWE на Elimination Chamber, который Рейнс принял. На шоу 18 февраля Зейн не смог выиграть титулы у Рейнса.
На Raw от 20 марта 2023 года Зейн вместе с Кевином Оуэнсом с которым они недавно помирились и объединились в команду, бросили вызов неоспоримым командным чемпионам WWE Братьям Усо, чемпионы приняли вызов, матч состоялся на WrestleMania 39 и стал главным событием первого дня. В результате Зейн и Оуэнс стали новыми неоспоримым командными чемпионами.

## Личная жизнь
Себей известен тем, что умалчивает о своей личной жизни. Он женат на Хадиже Себей и имеет ребёнка. Он мусульманин и веган, свободно владеет английским, арабским и французским языками. Себей также является лучшим другом рестлера Кевина Стина, более известного в WWE как Кевин Оуэнс. Их дружба была хорошо задокументирована и началась ещё в 2002 году.
В июле 2017 года Себей создал фонд под названием «Сами для Сирии» для поддержки Сирийского американского медицинского общества.

## В рестлинге

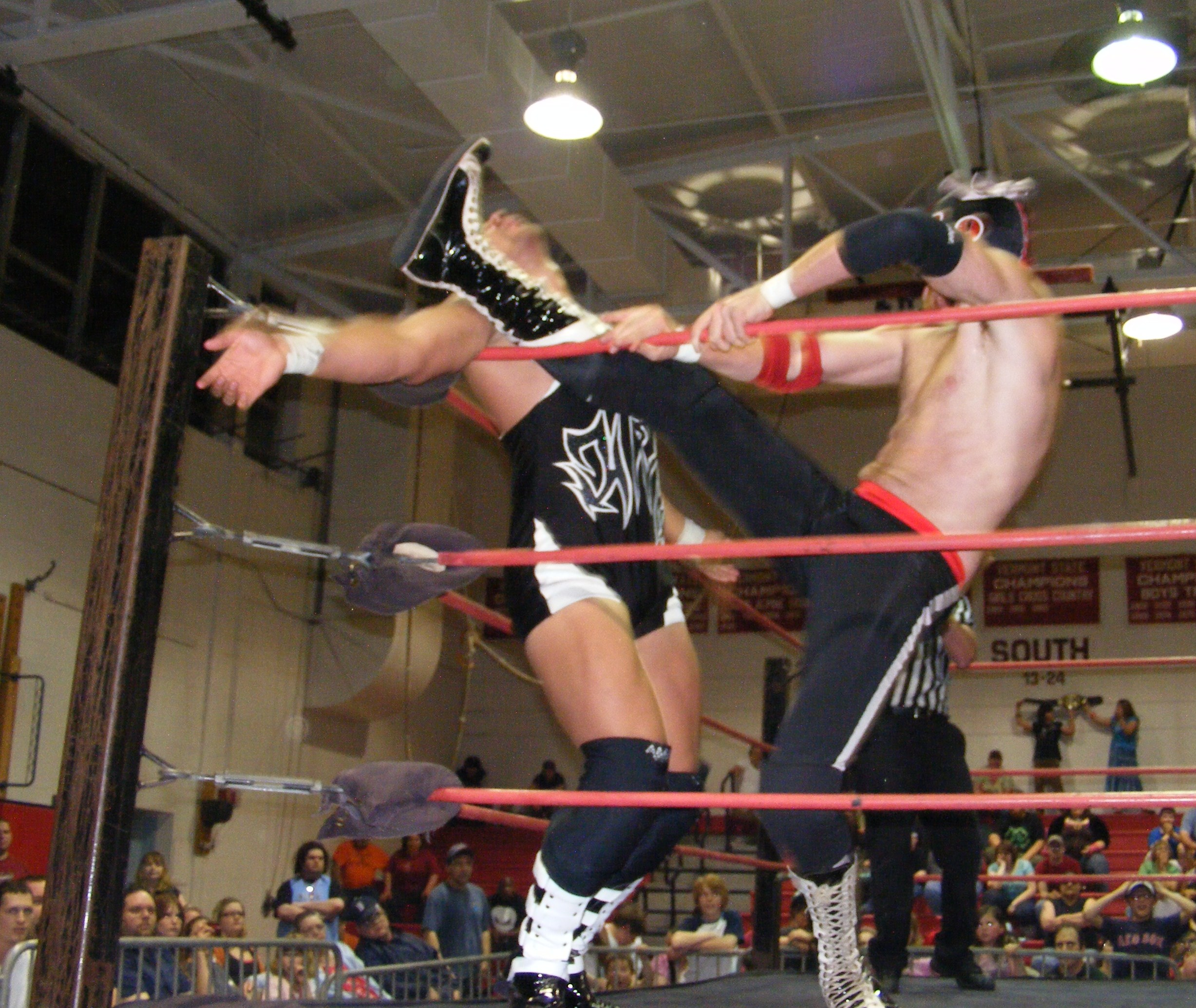
Эль Дженерико проводит Olé Kick Робу Вегасу

### Приёмы
- Завершающие приёмы
  - Как Сами Зейн
    - Helluva Kick[91] (Running big boot загнанному в угол противнику)[92][93][94]
    - Blue Thunder Bomb (Belly-to-Back Powerbomb)
    - Wrist-lock transitioned into a springboard tornado DDT[95][96]

  - Как Эль Дженерико
    - Brainbustaaaaahhhhh!!!!! (Super brainbuster об угол ринга)[97][98]
    - Spike brainbuster[3][99]
- | Внешние видеофайлы | Внешние видеофайлы                          |
| ------------------ | ------------------------------------------- |
| Приёмы             |                                             |
|                    | Brainbustaaaaahhhhh!!!!!                    |
|                    | Ole! Kick                                   |
|                    | Double pumphandle vertical suplex powerbomb |
|                    | Spaceman Moonsault Plancha                  |Коронные приёмы
  - Как Сами Зейн
    - Различные вариации arm drag[24]
    - Spinning heel kick[24]
    - Diving crossbody[100][101][102][103]
    - Dropkick[100][101][103]
    - Leg lariat[96][100][103][104]
    - Over the top rope somersault dive[100][101][102][105]
    - Spin-out powerbomb[102][104][106][107]
    - Sunset flip powerbomb,[101][102] иногда — с разбегу[101][104]

  - Как Эль Дженерико
    - 450° splash[1][3]
    - Cradle DDT[3][108]
    - Diving splash[98]
    - Double pumphandle vertical suplex powerbomb[109][110]
    - Exploder suplex, иногда об угол ринга[1]
    - Различные вариации лунного сальто
      - Split-legged[3][111]
      - Standing[111]
      - Springboard[112]

    - Olé Kick (Running big boot оппоненту в углу)[1][3][98][108]
    - Plancha[1]
    - Sitout scoop slam piledriver[113]
    - Somersault corner-to-corner missile dropkick[114]
    - Spin-out powerbomb[113]
    - Suicide dive transitioned into a tornado DDT[112]
    - Three-quarter nelson suplex[98][115]

### Прозвища
- «Обычный лучадор»[5][3]
- «Гордость Тихуаны»[3][116]
- «Великий освободитель»
- «Почётный Усо»

### Музыкальные темы
- «¡Olé!» от The Bouncing Souls[117]
- «3 Minute Record» от The Berettas[118] (WWE NXT; 2013)
- «Lower the Boom» от Fifth Floor[118] (WWE NXT; 2013—2014)
- «World’s Apart» от CFO$ (WWE NXT; с 30 мая 2014)

## Титулы и достижения
- Association de Lutte Féminine

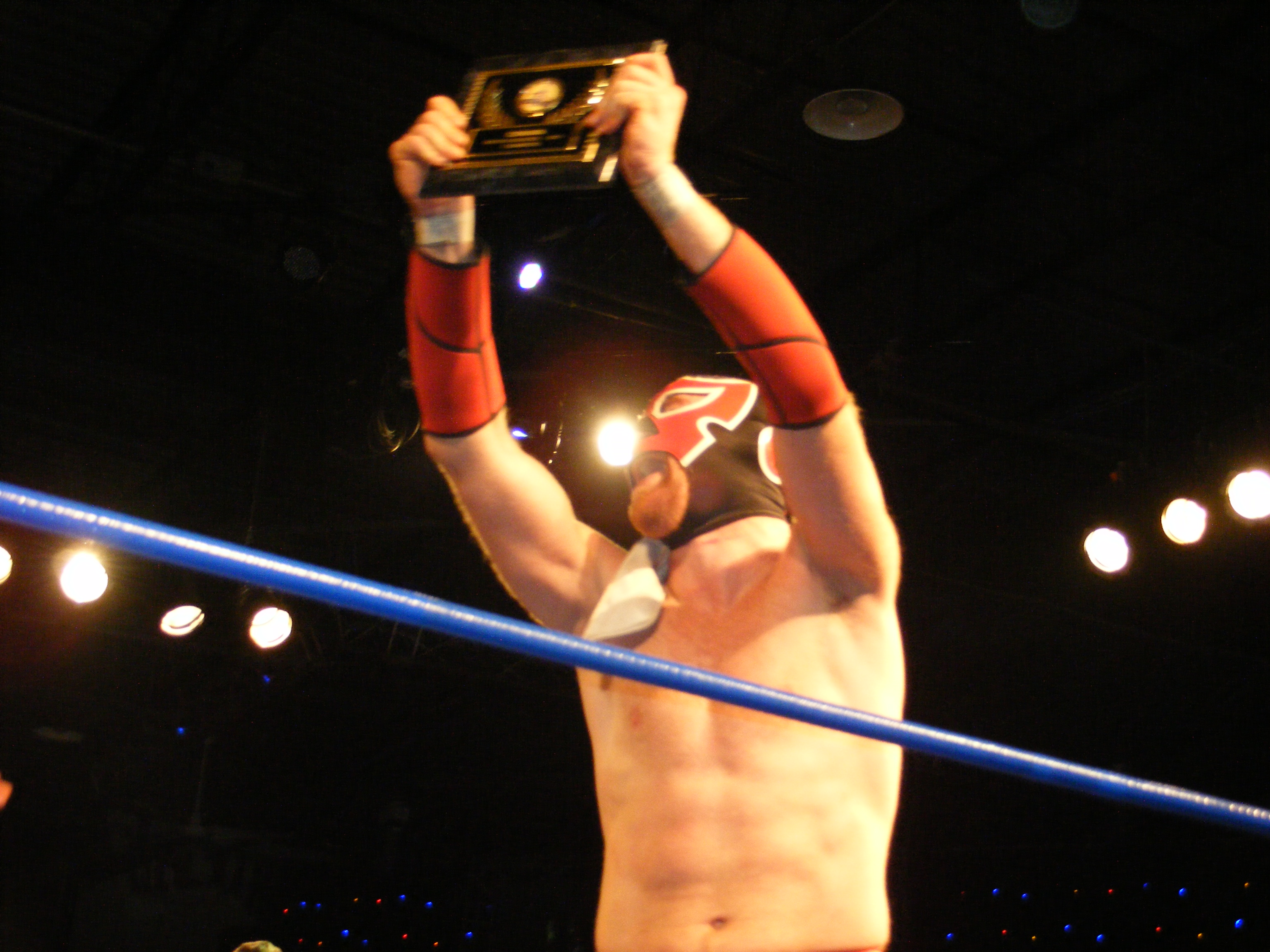
Эль Дженерико празднует победу в турнире Rey de Voladores в апреле 2011

  - Мемориальный турнир на кубок Шерри (2007) — с ЛуФисто
- Britannia Wrestling Promotions
  - Чемпион мира PWI:BWP в промежуточном весе (1 раз)
- Chikara
  - Rey de Voladores (2011)[119][120]
- Dramatic Dream Team
  - Чемпион KO-D в открытом весе (1 раз)[121]
  - Премия лучшему иностранцу (2012)[122]
- Elite Wrestling Revolution
  - Турнир «Элит 8» (2004)[123]
- GBG Wrestling
  - Чемпион GBG в тяжёлом весе (1 раз)[124]
- International Wrestling Syndicate
  - Чемпион IWS в тяжёлом весе (2 раза)[98]
  - Командный чемпион IWS (1 раз) — с Твигги[98]
- North Shore Pro Wrestling
  - Чемпион NSPW (1 раз)
- Pro Wrestling Guerrilla
  - Чемпион мира PWG (2 раза)[125]
  - Командный чемпион мира PWG (5 раз) — с Человеком-торнадо (1), Ртутью (1), Кевином Стином (2) и Полом Лондоном (1)[126]
  - Battle of Los Angeles (2011)[127]
  - Командный турнир «Динамит Дуумвират» (2010) — с Полом Лондоном[128]
- Pro Wrestling Illustrated
  - Группировка года (2022) — The Bloodline
  - № 23 в топ 500 рестлеров в рейтинге PWI 500 в 2015[129]
- Pro Wrestling Prestige
  - Чемпион PWP в тяжёлом весе (1 раз)
- Puerto Rico Wrestling Association
  - Карибский чемпион PRWA (1 раз)[130]
- Ring of Honor
  - Командный чемпион мира ROH (1 раз) — с Кевином Стином[131]
  - Телевизионный чемпион мира ROH (1 раз)[132]
- SoCal Uncensored
  - Матч года (2006)  против ПАКа, 18 ноября, Pro Wrestling Guerrilla[133]
  - Матч года (2007) против Брайана Дэниелсона, 29 июля, Pro Wrestling Guerrilla[134]
  - Наиболее выдающийся реслер (2006, 2007)[133][135]
  - Команда года (2006) with Quicksilver[133]
  - Реслер года (2007)[136]
- STHLM Wrestling
  - Чемпион STHLM Wrestling (1 раз)[137]
- Union Pro
  - Чемпион экстремального дивизиона DDT (1 раз)[138]
- Westside Xtreme Wrestling
  - Объединённый чемпион мира wXw (1 раз)[139]
  - Турнир «16-каратное золото» (2012)[140]
- WWE
  - Интерконтинентальный чемпион WWE (4 раза)
  - Чемпион NXT (1 раз)[141]
  - Slammy Award — Суперзвезда года NXT (2014)
  - Командный чемпион WWE Raw (1 раз) — с Кевином Оуэнсом
  - Командный чемпион WWE SmackDown (1 раз) — с Кевином Оуэнсом
- Wrestling Observer Newsletter
  - Вражда года (2010) против Кевин Стин[142]
  - Мемориальная премия Шада Гаспарда/Джона Хубера (2020)
  - Лучший образ (2022)
  - Вражда года (2023) с Кевином Оуэнсом пр. The Bloodline

### Lucha de Apuesta
| Ставка  | Победитель    | Проигравший   | Место                     | Дата            | Примечания                                                                |
| ------- | ------------- | ------------- | ------------------------- | --------------- | ------------------------------------------------------------------------- |
| Карьера | Эль Дженерико | Кевин Стин    | Нью-Йорк, Нью-Йорк, США   | 18 декабря 2010 | Маска против карьеры в Ring of Honor, матч на PPV Final Battle 2010       |
| Титул   | Сами Зейн     | Эдриан Невилл | Уинтер-Парк, Флорида, США | 11 декабря 2014 | Карьера против титула чемпиона NXT, матч на PPV NXT TakeOver: R Evolution |